# Вејнсборо (Џорџија)
Вејнсборо (Џорџија) (енгл. Waynesboro) град је у америчкој савезној држави Џорџија. По попису становништва из 2010. у њему је живело 5.766 становника.

## Демографија
Према попису становништва из 2010. у граду је живело 5.766 становника, што је 47 (0,8%) становника мање него 2000. године.
| Група             | 2000.         | 2010.         |
| Белци             | 2.072 (35,6%) | 1.495 (25,9%) |
| Афроамериканци    | 3.636 (62,5%) | 4.079 (70,7%) |
| Азијати           | 5 (0,1%)      | 24 (0,4%)     |
| Хиспаноамериканци | 70 (1,2%)     | 117 (2,0%)    |
| Укупно            | 5.813         | 5.766         |